# Södernäs
Södernäs är en tidigare småort i Värmdö kommun. Södernäs ligger rakt väster om tätorten Ängsvik. I samband med tätortsavgränsningen 2015 kom småorten att inkluderas i tätorten Gustavsberg.